# تيم أرمسترونغ (لاعب كريكت)
تيم أرمسترونغ (26 سبتمبر 1990 في أستراليا - ) (بالإنجليزية: Tim Armstrong)‏ هو لاعب كريكت أسترالي. لعب مع فريق جنوب ويلز الجديد للكريكت ‏ وفريق غرب أستراليا للكريكت ‏ وPerth Scorchers ‏ وSydney Thunder ‏.

## وصلات خارجية
- تيم أرمسترونغ على موقع إي آس بي آن كريك إنفو (الإنجليزية)